# Diana Clapham
Diana Clapham, född den 8 juni 1957 i Kuala Lumpur i Malaysia, är en brittisk ryttare.
Hon tog OS-silver i lagtävlingen i fälttävlan i samband med de olympiska ridsporttävlingarna 1984 i Los Angeles.